# 먼 훗날 우리
《먼 훗날 우리》(后来的我们, Us and Them)는 중국에서 제작된 유약영 감독의 2018년 드라마, 멜로/로맨스 영화이다. 징보란 등이 주연으로 출연하였으며 2018년 4월 28일 개봉되었다.

## 출연

### 주연
- 징보란
- 주동우
- 톈좡좡

### 조연
- 쑤샤오밍
- 시여비

## 개봉
이 영화는 베이징에서 4월 23일 초연되었다.

## 줄거리
‘먼 훗날 우리’의 줄거리는 정말 마음 한 구석을 오래도록 건드렸던 기억이 있습니다. 영화는 설 연휴 귀성길 우연히 재회한 진샤오샤오와 린젠칭의 10년간 엇갈렸던 연애와 이별, 그리고 그 후의 감정을 과거와 현재를 오가며 보여줍니다.